# Funkturm Aufhausen
Der Funkturm Aufhausen ist ein 132 Meter hoher Polizeifunkturm bei Aufhausen, einem Stadtteil von Geislingen an der Steige in Baden-Württemberg. Er befindet sich in einer Höhe von 786 m ü. NN am Nordrand der Schwäbischen Alb.
Der Funkturm wurde 1965 erbaut und hat einen Durchmesser von nur 6 Metern. Er gilt als der schlankste moderne Funkturm in Stahlbetonbauweise überhaupt. In den 1960er und 1970er Jahren wurden an diesem für die Öffentlichkeit nicht zugänglichen Turm wiederholt statische Messungen durchgeführt. Neben der Polizei nutzen den Funkturm auch Privatanbieter für Telefonie und Internet.